# Дрожжино (Угранский район)
Дрожжино — деревня в Смоленской области России, в Угранском районе. Расположена в восточной части области в 30 км к северо-востоку от Угры, на левом берегу реки Угры, в 10 км к северу от автодороги Р132 Вязьма — Калуга — Тула — Рязань.
Население — 132 жителя (2007 год). Административный центр Дрожжинского сельского поселения.

## Достопримечательности
- Два кургана и селище на северо-восточной окраине деревни на левом берегу р. Угра.